# Мо Тхе-бъм
Мо Тхе-бъм (на корейски: 모태범, произнася се [motʰɛbʌm], английска транскрипция: Mo Tae-Bum) е състезател по бързо пързаляне с кънки от Южна Корея, олимпийски шампион на 500 м от Ванкувър 2010.
Мо Тхе-бъм не е печелил състезание преди олимпийската си титла от Ванкувър. Първото си участие при мъжете прави на корейското първенство по бързо пързаляне с кънки през 2007 г. Има едно десето място за Световната купа. През 2009 г. завършва на осмо място на 1000 м и на 11-о място на 1500 м на Световното първенство.
На Олимпиадата във Ванкувър печели златен медал на 500 м и сребърен на 1000 м. Това го прави първият южнокореец, спечелил два медала от едни зимни олимпийски игри в дисциплина различна от шорттрек.